# Hydrornis phayrei
La pita orejuda (Hydrornis phayrei) es una especie de ave paseriforme de la familia Pittidae que habita en el sudeste asiático.

## Descripción
Las pitas orejudas son aves de cola corta principalmente terrestres que miden entre 20 y 24 cm. Su plumaje es de tonos canelas con moteado oscuro en las partes inferiores y listado negro en los flancos, salvo la cabeza de los machos que tiene un patrón listado en blanco y negro. Presentan una lista superciliar blanca salpidada de pequeñas motas negras que se prolonga hacia atrás a modo de pequeñas orejas picudas, a las que deben su nombre común. Atraviesa su rostro una ancha banda negra, y tienen bigoteras blancas y listas malares negras. Su píleo es negruzco moteado en blanco. El patrón de la cabeza de las hembras es similar pero de tonos pardos en lugar de negro.

## Distribución y hábitat
Se encuentra principalmente en Indochina, distribuida por la mayor parte de Camboya, Laos, Tailandia, Vietnam y el sur de China, extendiéndose por el oeste hasta el este y sur de Birmania y con una pequeña población disjunta en el este de Bangladés. Su hábitat natural son las selvas húmedas y los bosques mixtos hasta los 1500 m de altitud.